# Diversión desconocida
Diversión desconocida es una serie de televisión cómica mexicana, transmitida por el Canal de las Estrellas de Televisa entre junio y agosto de 1999. En el programa se hacían sketches cómicos en el que participan los Mascabrothers, Maru Dueñas y Gloria Izaguirre.

## Sketches
- Jito y Pere (Freddy y Germán Ortega)
- Beto y Enrique (Freddy Ortega y Luis Ernesto Cano)
- "El Quema Mucho" (Luis Ernesto Cano)
- Roberto (Luis Ernesto Cano)
- Como vive una familia de...

## Datos extras
- En 2000 salieron al aire los "Furcios" del programa Furcio hasta 2002.
- El programa se retransmite por el canal Distrito Comedia a partir del 5 de diciembre de 2013 a las 6:30 p. m.[1]
- Los actores del programa se fueron a otros programas como: Los Mascabrothers (Freddy y Germán Ortega, Luis Ernesto Cano) a La Parodia en 2002, Maru Dueñas hace más telenovelas y películas como Las delicias del poder y Gloria Izaguirre también hizo telenovelas, y estuvo en el programa Estrella2 en 2013.